# Polsstokverspringen
Polsstokverspringen, beter bekend onder de Friese naam fierljeppen (uitspraak: [ˈfiːrljɛpə(n)]), is een sport waarbij een atleet probeert met behulp van een polsstok een zo groot mogelijke afstand over een sloot te overbruggen. Het is een traditionele Friese sport. De betekenis van fierljeppen is ver springen (van fier, "ver" en ljeppe, een archaïsch woord voor "springen", dat verwant is aan het Engelse to leap en het Nederlandse lopen).
Het maken van een polsstokversprong bestaat uit verschillende onderdelen die gezamenlijk moeten leiden tot een zo groot mogelijke afstand. De sprong begint met het maken van een korte felle sprint van circa 30 meter naar de polsstok, gevolgd door een goede sprong naar de stok, de insprong, het klimmen naar de top van de polsstok (wat bij polsstokhoogspringen niet mag) om uiteindelijk met een uitsprong in een zandbed te landen.

## Competitie
In Nederland worden officiële wedstrijden georganiseerd door de Polsstokbond Holland (PBH) en Frysk Ljeppers Boun (FLB). Gezamenlijk vertegenwoordigen zij een groep van ongeveer 600 actieve fierljeppers in Nederland. De overkoepelende sportbond, de Nederlandse Fierljepbond (NFB), organiseert jaarlijks de Nationale wedstrijden, de Tweekamp tussen Holland en Friesland en het Nederlands Kampioenschap.
De wedstrijden worden versprongen in de provincies Friesland (Bergum, Buitenpost, It Heidenskip, IJlst en Winsum), Groningen (Grijpskerk), Utrecht (Jaarsveld, Linschoten, Polsbroekerdam, Zegveld en Kockengen) en Zuid-Holland (Vlist).

## Geschiedenis
In de waterrijke gebieden van Nederland wordt al zeker duizend jaar de polsstok gebruikt om sloten over te steken. 
De biograaf van Wilwolt von Schaumburg (1446-1510), een kapitein van een groep door hertog Albrecht van Saksen geronselde huurlingen, vermeldde dat de Friese troepen tijdens de Slag bij Laaxum in 1498 veel pieken en speren droegen die tevens als polsstok fungeerden. De tekst zegt:“Schaumburg zag het zelf en dacht dat hij in een bos keek. Die uit Friesland hadden veel pieken, en deze waren langer dan die van onze huurlingen. Deze pieken noemt hij “schotten”, en ze hebben aan de onderkant gaffels of schijven. Deze zetten zij in drassige sloten wanneer zij hieroverheen willen springen, zodat deze niet blijven steken in de sloot.”
Bronnen uit de 16e en 17e eeuw spreken herhaaldelijk over de springstok of verrejaagher, die bij de oorlogsvoering werd gebruikt. De Spaanse historicus Bernardino de Mendoza beschreef in 1592 wat hij meemaakte aan het begin van de tachtigjarige oorlog. De Mendoza schetste het verhaal van mannen die over greppels sprongen met een liaan die ze springstok noemden.
Het bekende boek Toen en Nu, de Nederlandstalige uitgave van het Engelse blad After the Battle, verhaalt de geschiedenis van Willem van der Meij: de man die met een boodschap, verborgen in een holte van zijn polsstok, in 1573 tussen de Spaanse linies voor Alkmaar doorglipte. 
De polsstok was toen een bekend gebruiksvoorwerp voor mensen die de velden in trokken, onmisbaar in het waterrijke landschap. In het begin werd over sloten gesprongen, maar later trachtte men met langere polsstokken brede vaarten te overbruggen. 
Zoals met elk transportmiddel werd ook de polsstok snel ingezet voor competities. Wie was in staat over de breedste kanalen te springen?
Ook als het polsstokverspringen als sport wordt beoefend, wordt er meestal over water gesprongen, soms met een nat pak als gevolg.
Op 24 augustus 1767 werd de eerst bekende officiële wedstrijd gehouden in Baard, georganiseerd door de weduwe van kastelein Ype Gerbens. Op die dag stond in de Leeuwarder Courant: Met Approbatie van Jr. E.F. v. AYLVA, Grietman over Baarderadeel, zal de wed. van YPE GERBENS te Baard nevens de Bueren op Maandag den 24 Augusty 1767 laaten verspringen met een Pols over de Bolswarder Vaart, een curieus Zilveren MES.
De bakermat van het polsstokverspringen in wedstrijdverband is Friesland. Daar werden al in het begin van de jaren 20 fierljepwedstrijden gehouden. Vanuit de Friese Vogelbeschermingswachten is besloten wedstrijden te gaan organiseren voor fierljeppen en zij hebben daarvoor in 1960 de Frysk Ljeppers Boun opgericht. In 1960 is ook de Polsstok Bond Holland opgericht.
In Friesland worden sinds 1956 in georganiseerd verband wedstrijden gehouden. Tot rond 1975 werd hierbij gesprongen met houten polsstokken (maximale lengte 10 meter). Deze werden vervangen door aluminium polsstokken (maximale lengte 12,50 meter incl. verlengstuk). In 2006, precies 50 jaar na de eerste in Friesland georganiseerde wedstrijd, is de overstap gemaakt naar polsstokken van carbon (maximale lengte 13,25 meter, inclusief top). Deze polsen zijn stugger dan die van aluminium, waardoor ze minder zwiepen. Ook zijn carbonpolsen vaak langer dan de oude aluminiumpolsen. 
Al direct in 2006 sprongen vier springers verder dan het oude Nederlandse record van 19,40 meter, dat sinds 1991 op naam van Aart de With uit Benschop stond. Een nadeel van carbon is dat het materiaal niet tegen puntbelasting kan, er moet daarom voorzichtiger met de polsen worden omgegaan. Met het steeds langer worden van de polsen en de daaruit voortvloeiende grotere springafstanden, werd een goed aangepaste landingsplaats noodzakelijk. Sprong men ooit op de oever zoals die daar lag, nu is deze bedekt met een dikke laag zand. Het ljeppen gebeurde in het begin vanaf de oever over een sloot. Later werden voor wedstrijden schansen aangebracht, die geleidelijk langer en hoger werden. Het water werd verdiept om een val vanuit een hoge polsstok veilig op te kunnen vangen. Inmiddels zijn veiligheidsnormen vastgesteld waaraan schans en waterdiepte moet voldoen.
Het Nederlandse record is op dit moment 22,21 meter en is gesprongen door Jaco de Groot tijdens het Hollands Kampioenschap op 12 augustus 2017 in Zegveld.
De Nederlandse Fierljepbond (NFB) is in 1991 opgericht met het doel om het fierljeppen in Nederland te behouden, te bevorderen en in goede banen te leiden.

## Buitenland
De Nederlandse fierljepbond voert sinds haar ontstaan een actief beleid om de sport in het buitenland te promoten. Hiermee wordt voortgezet waar beide districten PBH en de FLB in de jaren zeventig en tachtig van de twintigste eeuw mee begonnen. Toen is het fierljeppen in verschillende landen onder de aandacht gebracht, onder meer in België (Hamont), Frankrijk (nabij Nantes), Engeland (Newburry, Yorkshire), Zweden (Säter) en Duitsland (Neustadtgödens, OstFriesland). Het ging hierbij voornamelijk om het verzorgen van demonstraties ter promotie. Ook in Japan bleek belangstelling voor de fierljepsport te zijn. Hier werden meerdere demonstraties verzorgd en in 1999 is daar een bond, de 'Nippon Fierljeppen Association', opgericht. In het jaar 2000 brachten de Nederlandse fierljeppers Aart de With en Rimmer Abma een bezoek aan Japan in het teken van de viering van vierhonderdjarig betrekkingen tussen Nederland en Japan. Zij gaven in de omgeving van Osaka trainingen en demonstraties.

### België
Het Belgische kampioenschap (BK) Fierljeppen wordt jaarlijks gehouden in het Limburgse Hamont, georganiseerd door de plaatselijke KLJ.

### Japan
Op 30 juni 1997 werd, door vice-consul Hans Kuijpers van het Consulaat-generaal der Nederlanden in Japan, voor de eerste keer contact opgenomen met de bond over de maten van een fierijepaccommodatie. Dicht bij de stad Tsuyama wilde men, naar aanleiding van een documentaire over het fierljeppen in Friesland, een fierljepschans bouwen. Later bleek dat om bepaalde redenen de bouw niet door kon gaan. 
Lang werd er niks meer uit Japan vernomen tot er op 26 augustus 1998 een e-mail binnenkwam, waarin stond dat de stichting Furusato Kyogikai van plan was een fierljeptoernooi te organiseren vanwege de 400-jarige betrekking tussen Japan en Nederland. Er werd het nodige materiaal gestuurd naar Japan. In de weken die volgden werden tekeningen naar Japan gefaxt. De Japanners werden steeds enthousiaster. Er kwamen plannen om een fierljeporganisatie op te zetten. Op 18 november 1998 werden drie polsstokken besteld. Polsstokken van 8 meter, 9,5 meter en van 10,5 meter. Op 1 januari 1999 werd de Japanse fierljeporganisatie opgericht door Yuuki Suchi, Ikumitsu Nonaka, Kenji Toyoshima en Hans Kuijpers. In Kishiwada Central Park werd Kishiwada, Osaka een fierljep-accommodatie, genaamd "Fierljeppen Spring Arena" aangelegd. De accommodatie is te vinden met de coördinaten: 34°28'05.1"N 135°23'48.9"E. Naar verluidt is de accommodatie gesloten sinds 2016.
Er hoefde alleen nog maar een Japanse naam voor het fierljeppen bedacht te worden. De Japanners zeiden "geen probleem: Fierljeppen". De Japanse organisatie besloot een bezoek aan Nederland te brengen en een fierljepaccommodatie te bekijken. In het tweede weekend van januari 1999 kwamen ze om te kijken hoe alles er in werkelijkheid uit moest komen te zien. Alles wat ze wilden weten werd uitgelegd. Van 16 juni t/m 28 juni 1999 zijn Friezen naar Japan geweest om te kijken hoe het er allemaal voor stond. In juli 1999 werden de eerste fierljepwedstrijden in Japan georganiseerd. In augustus 1999 volg vervolgens het eerste Japanse kampioenschap. De top drie werd uitverkoren om deel te nemen aan wedstrijden in Nederland. De Japanners zijn op 24 augustus t/m 29 augustus 1999 naar Nederland geweest. Er werden met de Japanners en de Friezen samen wedstrijden gedaan. Yoshihiro Yamane vestigde bij deze wedstrijden het Japanse record van 14,12 meter. Japan heeft met drie wedstrijdschansen in Osaka flink geïnvesteerd in de sport. In mei 2000 is de Nederlandse wereldrecordhouder en kampioen van 1999 Aart de With afgereisd naar Japan om een instructiebijeenkomst te houden. In juni 2000 scherpte Tsuyoshi Nakajima het Japans record aan naar 15,50 meter bij een toernooi in Kishiwada, Osaka. In juli 2001 is het record weer aangescherpt tot 15,62 meter door Tsuyoshi Nakajima bij een toernooi in Kishiwada, Osaka.
De Japanse Fierljep Associatie heeft in de daaropvolgende jaren regelmatig fierljep wedstrijden georganiseerd.
De Japanners hebben geopperd het fierljeppen in 2008 een demonstratiesport te laten zijn tijdens de Olympische Spelen waar Osaka voor in de race was. Osaka heeft uiteindelijk de Olympische Spelen niet toegewezen gekregen.
Op 7 juni 2006 werd in het Japanse programma Storm van G! van het Nippon Television Network een aflevering opgenomen over fierljeppen in de rubriek Ik daag uit met de Japanse tv-sterren Satoshi Ono en Sho Sakurai.
In het op 20 maart 2020 uitgebracht Japanse Nintendo Switch spel Animal Crossing: New Horizons is het mogelijk om te fierljeppen.

### Zuid-Korea
De Nederlandse Fierljep Bond is in 2008 uitgenodigd om met een delegatie polsstokverspringers namens Nederland deel te nemen aan de 4e Busan TAFISA World Sports For All Games. Dit evenement vond plaats in Zuid-Korea van 26 september tot en met 2 oktober 2008. Dit evenement geldt als de tegenhanger van de Olympische Spelen en toont een combinatie van traditionele en nieuwe sporten. Het fierljepteam heeft zowel demo’s als clinics verzorgd. Er is voor het evenement een professionele fierljepschans gebouwd.

## Verenigingen
| Naam                                    | Plaats                                                        | Provincie    | Opgericht | Gesprongen sinds          | Opgeheven | Bond |
| --------------------------------------- | ------------------------------------------------------------- | ------------ | --------- | ------------------------- | --------- | ---- |
| Polsstokvereniging Jaarsveld            | Jaarsveld                                                     | Utrecht      | 1963      | Begin jaren 60            |           | PBH  |
| Polsstokclub Linschoten (PCL)           | Linschoten                                                    | Utrecht      | 1979      | Eind jaren 60             |           | PBH  |
| Polsstokvereniging Polsbroekerdam (PBH) | Polsbroekerdam                                                | Utrecht      | 1980      |                           |           | PBH  |
| Polsstokvereniging Stichtse Vecht       | Kockengen                                                     | Utrecht      | 2011      | 2019 (op huidige locatie) |           | PBH  |
| Polsstokclub Zegveld                    | Zegveld                                                       | Utrecht      | 2010      | 2010                      |           | PBH  |
| Polsstokclub de Vlist                   | Vlist                                                         | Zuid-Holland | 1966      | 1965                      |           | PBH  |
| Fierljepvereniging Grijpskerk e.o.      | Grijpskerk                                                    | Groningen    | 1980      | 1968                      |           | FLB  |
| Fierljepvereniging Achtkarspelen        | Buitenpost                                                    | Friesland    | 1976      | 1959                      |           | FLB  |
| Ljeppersklup Burgum                     | Bergum                                                        | Friesland    | 1978      | 1969                      |           | FLB  |
| Fierljepferiening It Heidenskip         | It Heidenskip                                                 | Friesland    | 1980      | 1975                      |           | FLB  |
| Fierljepferiening De Lege Wâlden        | Joure (vanaf 1992) Akmarijp (t/m 1991)                        | Friesland    | 1984      | 1965                      | 2015      | FLB  |
| Fierljepferiening Drylts e.o.           | IJlst                                                         | Friesland    | 1986      | 1973                      |           | FLB  |
| Stichting Fierljep-akkomodaasje Winsum  | Winsum                                                        | Friesland    | 1984      | 1957                      |           | FLB  |
| Fierljepvereniging De Westerein         | Zwaagwesteinde (vanaf 22-07-1997) Westergeest(tot 22-07-1997) | Friesland    | 1984      | 1969                      | 2014      | FLB  |

## Records
Er zijn verschillende officiële records. In Nederland kennen we het Nederlands, Hollands en Fries record voor de buitenwedstrijden. In Zwaagwesteinde staat een
indoorhal, die ook een indoorrecord kent. In het buitenland wordt ook gesprongen, zo zijn er een Belgisch, Brits, Zweeds, Pools, Deens, Fins, Nieuw-Zeelands, en Japans record.

### Nederlandse records
| Categorie | Naam               | Afstand     | Plaats    | Datum             |
| --------- | ------------------ | ----------- | --------- | ----------------- |
| Senioren  | Jaco de Groot      | 22,21 meter | Zegveld   | 12 augustus 2017  |
| Dames     | Marrit van der Wal | 18,19 meter | Burgum    | 31 juli 2019      |
| Junioren  | Germ Terpstra      | 21,87 meter | Jaarsveld | 5 juli 2025       |
| Jongens   | Wisse Broekstra    | 20,72 meter | Burgum    | 19 september 2020 |
| Meisjes   | Hanneke Westert    | 17,63 meter | Burgum    | 24 augustus 2022  |

### Buitenlandse records
| Categorie            | Naam                    | Afstand     | Plaats         | Datum             |
| België               | België                  | België      | België         | België            |
| -------------------- | ----------------------- | ----------- | -------------- | ----------------- |
| Senioren             | Bart van Gasse          | 15,61 meter | Hamont         | 13 augustus 2018  |
| Dames                | Marieke Wemmenhove      | 11,09 meter | Hamont         | 10 augustus 2025  |
| Duitsland            |                         |             |                |                   |
| Senioren             | Adrian Mularczyk        | 13,20 meter | It Heidenskip  | 03 augustus 2024  |
| Japan                |                         |             |                |                   |
| Senioren             | Takahiro Yamane         | 15,79 meter | Osaka          | 17 september 2001 |
| Junioren             | Hori Yoshitaka          | 13,07 meter | Osaka          | 2 oktober 2005    |
| Nieuw-Zeeland        |                         |             |                |                   |
| Senioren             | Marcel Vlaanderen       | 18,32 meter | Winsum         | 12 augustus 2000  |
| Groot-Brittannië     |                         |             |                |                   |
| Senioren             | Toby Segar              | 14,78 meter | Vlist          | 2 september 2024  |
| Junioren             | David Chattaway         | 11,73 meter | It Heidenskip  | 28 juli 2001      |
| Polen                |                         |             |                |                   |
| Dames                | Ryta Szczepaniak        | 9,00 meter  | Busan          | 30 september 2008 |
| Junioren             | Lucrok Marcin           | 10,50 meter | IJlst          | 31 augustus 2006  |
| Finland              |                         |             |                |                   |
| Senioren             | Niklas Tarvajärvi       | 11,95 meter | IJlst          | 31 augustus 2006  |
| Zweden               |                         |             |                |                   |
| Senioren             | Joakim Lax              | 10,89 meter | Linschoten     | 12 september 2009 |
| Junioren             | Torbjorn Orr            | 11,61 meter | Lemmer         | 14 augustus 1970  |
| Denemarken           |                         |             |                |                   |
| Senioren             | Ken Ilso Larsen         | 10,50 meter | IJlst          | 31 augustus 2006  |
| Brazilië             |                         |             |                |                   |
| Senioren             | Carlos van Kats         | 12,69 meter | It Heidenskip  | 28 juli 2007      |
| Colombia             |                         |             |                |                   |
| Junioren             | Gustian Roskam          | 15,44 meter | Polsbroekerdam | 16 augustus 2008  |
| Jongens              | Felipe Roskam           | 17,32 meter | Linschoten     | 1 augustus 2009   |
| Oostenrijk           |                         |             |                |                   |
| Senioren             | Daniel Bergmair         | 15,98 meter | IJlst          | 7 augustus 2014   |
| Junioren             | Jacobus van Ederen      | 13,93 meter | It Heidenskip  | 31 juli 1993      |
| Mongolië             |                         |             |                |                   |
| Senioren             | Munx Bat                | 10,50 meter | Busan          | 30 september 2008 |
| Zuid-Korea           |                         |             |                |                   |
| Senioren             | Jang Hyoug Wook         | 10,27 meter | Busan          | 30 september 2008 |
| Canada               |                         |             |                |                   |
| Senioren             | Christophe Meunier      | 12,55 meter | Busan          | 30 september 2008 |
| Zuid-Afrika          |                         |             |                |                   |
| Senioren             | Gashia April            | 11,50 meter | Busan          | 30 september 2008 |
| Dames                | Si. Phesande            | 9,00 meter  | Busan          | 30 september 2008 |
| Paraguay             |                         |             |                |                   |
| Senioren             | Marcos Balbuena         | 7,49 meter  | Burgum         | 20 juni 2009      |
| Benin                |                         |             |                |                   |
| Senioren             | Quenum Rodrique         | 12,19 meter | Burgum         | 30 juni 2009      |
| Australië            |                         |             |                |                   |
| Senioren             | Dale Morgan             | 16,15 meter | Linschoten     | 18 juli 2017      |
| Chili                |                         |             |                |                   |
| Senioren             | Gonzalo Barroilhet      | 14,36 meter | Utrecht        | 24 juli 2010      |
| Verenigde Staten     |                         |             |                |                   |
| Senioren             | Anthony Kenmore         | 13,03 meter | It Heidenskip  | 29 juli 2017      |
| Junioren             | Billy Cameron           | 9,40 meter  | Burgum         | 21 mei 2011       |
| Nederlandse Antillen |                         |             |                |                   |
| Senioren             | Elgar Batta             | 12,51 meter | IJlst          | 1 juni 2011       |
| Zwitserland          |                         |             |                |                   |
| Senioren             | Sean Wagemann           | 11,66 meter | IJlst          | 1 juni 2011       |
| Italië               |                         |             |                |                   |
| Senioren             | Oliviero Zuliani        | 12,69 meter | It Heidenskip  | 28 juli 2012      |
| Litouwen             |                         |             |                |                   |
| Senioren             | Arnas Skirmantas        | 12,19 meter | Litouwen       | 09 juli 2012      |
| Roemenië             |                         |             |                |                   |
| Senioren             | Moje Cristian           | 10,65 meter | Litouwen       | 09 juli 2012      |
| Rusland              |                         |             |                |                   |
| Senioren             | Vadim Amirov            | 10,75 meter | It Heidenskip  | 28 juli 2012      |
| Hongarije            |                         |             |                |                   |
| Dames                | Agnes Janoska           | 9,16 meter  | It Heidenskip  | 28 juli 2012      |
| Frankrijk            |                         |             |                |                   |
| Senioren             | Olivier Schaetzle       | 10,59 meter | It Heidenskip  | 28 juli 2012      |
| Peru                 |                         |             |                |                   |
| Jongens              | Kenzo Hielema           | 16,26 meter | Zegveld        | 9 augustus 2017   |
| Portugal             |                         |             |                |                   |
| Senioren             | Maik Backx              | 20,38 meter | Burgum         | 1 september 2018  |
| Junioren             | Maik Backx              | 17,64 meter | Vlist          | 11 augustus 2012  |
| Afghanistan          |                         |             |                |                   |
| Senioren             | Wazir AhmaRefa          | 10,54 meter | IJlst          |                   |
| Egypte               |                         |             |                |                   |
| Senioren             | Oarjoesch Fadaie Shiran | 10,00 meter | IJlst          |                   |
| Nigeria              |                         |             |                |                   |
| Dames                | Traaj Dejr Danda        | 10,38 meter | IJlst          |                   |
| Spanje               |                         |             |                |                   |
| Senioren             | Ricard Geli Soler       | 10,30 meter | IJlst          | 19-07-2014        |
| Israël               |                         |             |                |                   |
| Senioren             | Bar Tobel               | 11,64 meter | IJlst          | 19-08-2014        |

## Foto's

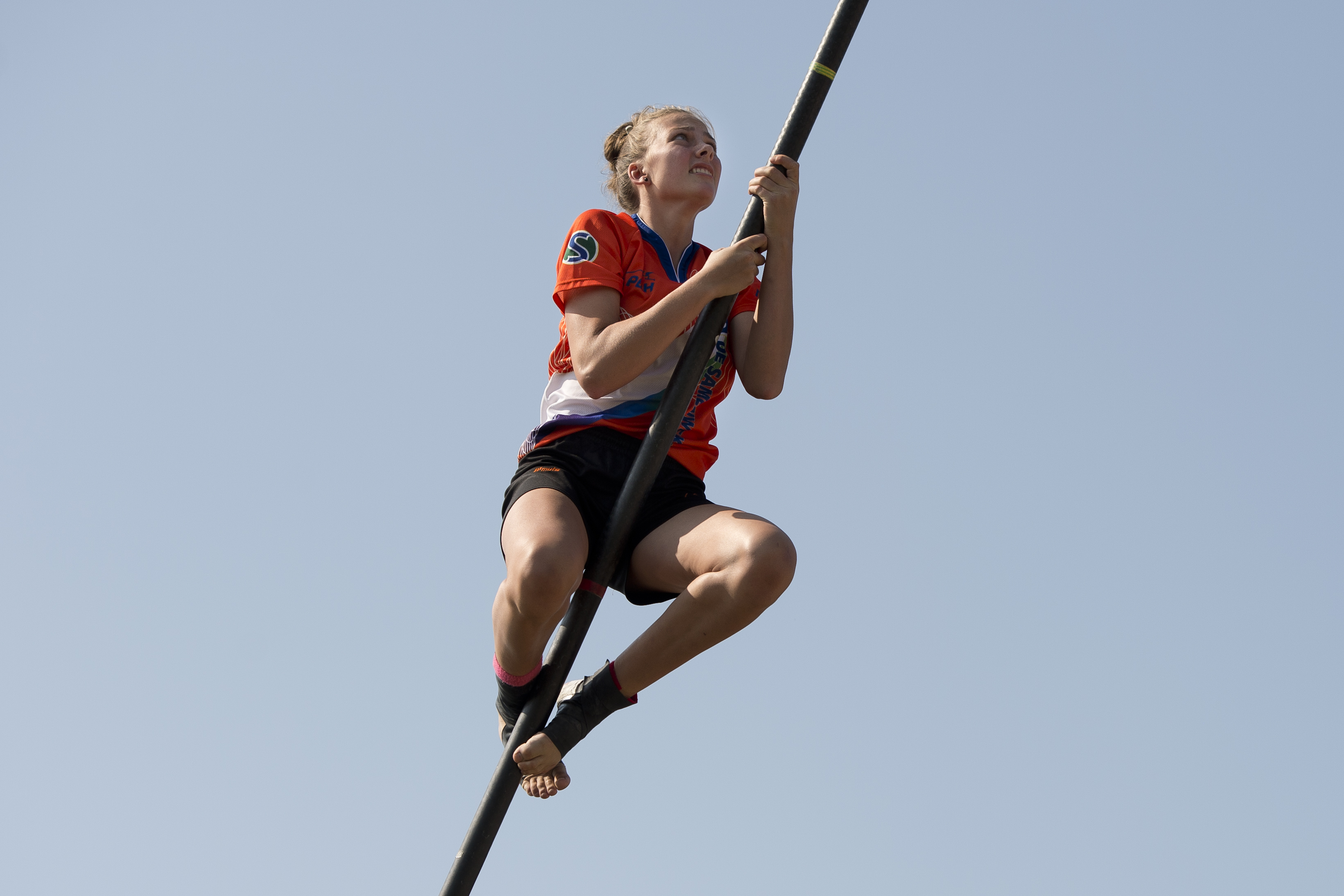
Lizanne Schilt klimt omhoog in de polsstok op het Nederlands Kampioenschap in 2019 (Zegveld)
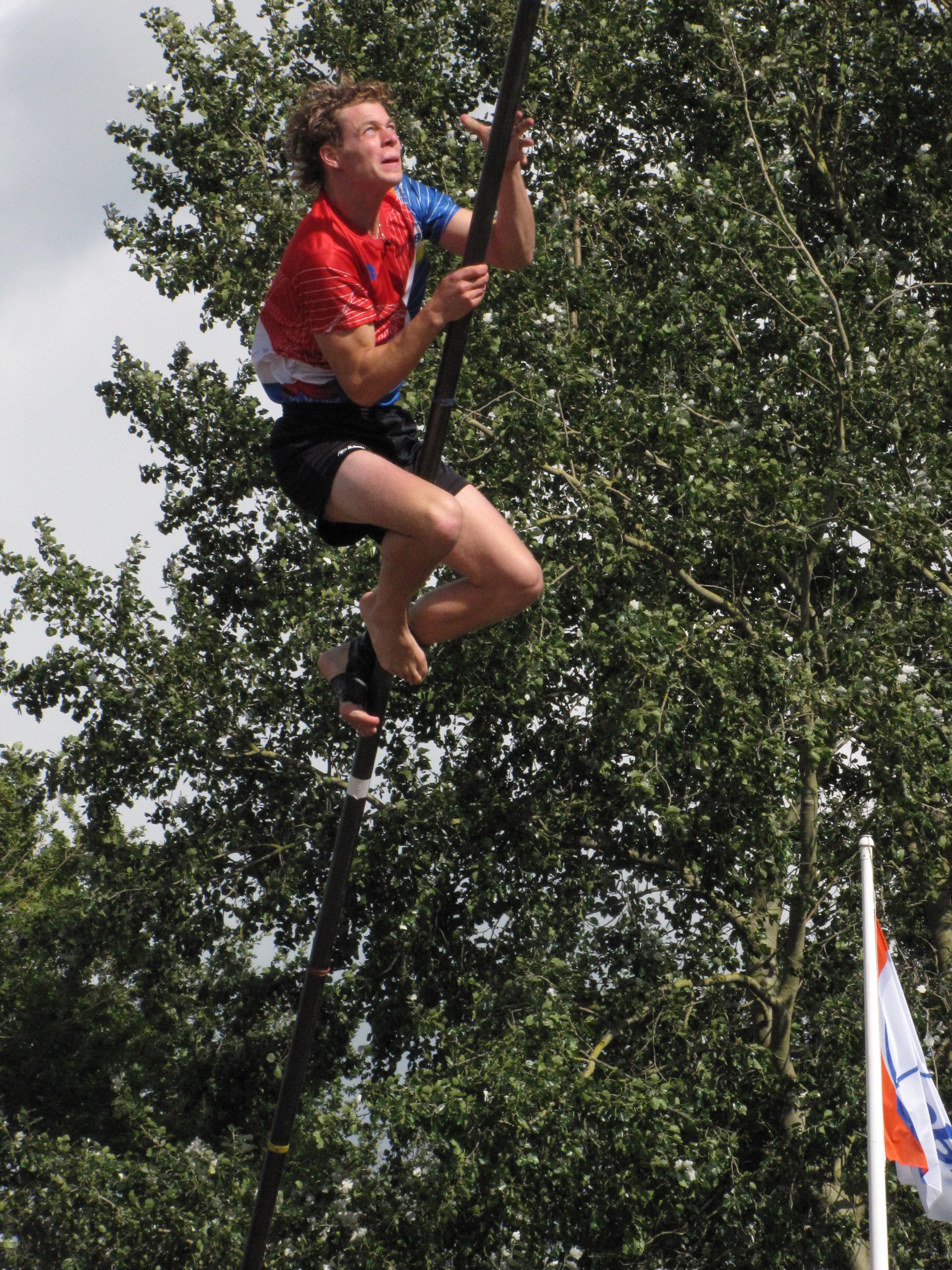
Jaco de Groot in actie (2010)
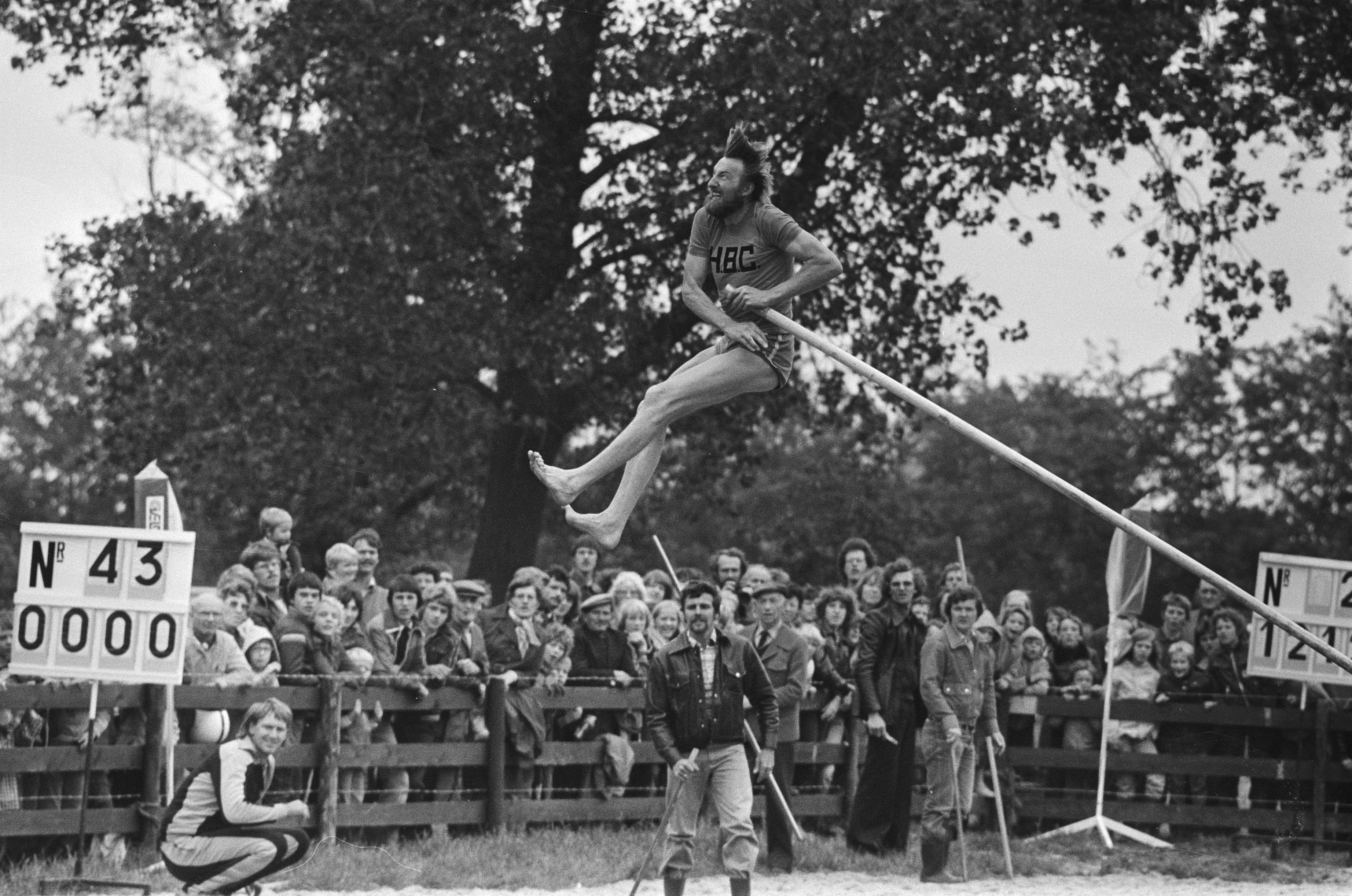
Willem Verwey Polsstokverspringen